# Domènec Baró
Domènec Baró (Dorres, Alta Cerdanya, 1788 - Dorres, Alta Cerdanya, 1865) va ser un sacerdot, professor i poeta cerdà.

## Biografia
Després de ser ordenat el 1812, va ser vicari de Sant Llorenç de Cerdans i capellà de Glorianes. A partir del 1815 dirigí el col·legi de Prada, que es transformaria en seminari menor el 1825, i, del 1829 endavant, el de Ceret. Es retirà al seu Dorres natal el 1855. Escriptor amb una llengua deslliurada de gal·licismes, hom el pot catalogar com un precursor de la Renaixença literària rossellonesa.

## Obres
- Nova col·lecció de càntics espirituals Avinyó, 1841